# Половецька мова
Полове́цька мо́ва (куманська, coman, къипчакъ, татарча) — тюркська мова, якою розмовляли українські степовики половці XI—XIV століть. Лінгва франка середньовічного Євразійського степу та Золотої Орди. Належить до кипчацької групи мов алтайської мовної сім'ї. Половецька — аглютинативна мова з елементами аналітизму. Склала основу кипчацьких мов. З другої половини XVIII ст. — мертва мова; останній носій Іштван Варро помер 1770 року. Альтернативної точки зору[якої?] на природу мови половців, як і на природу самого половецтва, тримається кандидат історичних наук Н. В. Агафонова: «Етнікон „половці“ у контексті реанімованої парадигми „половці — автохтони“: спроба полідисциплінарного аналізу»; «Мова половців»; «Можливості лінгвістики у визначенні природи половецтва».

## Загальні відомості

### Назва
У літературі різного часу й походження називається по-різному:
- Половецька мова — українська і російська назва[1].
- Кипчацька мова — арабська, тюркська назви[1].
- Куманська (команська) мова (англ. Cuman (Cumanian; Kuman, Kumanian; Coman, Comanian) language) — латинська, грецька назви; найбільш вживана у західноєвропейських мовах[1].
- Кунська мова — угорська назва.
- Плавецька мова — польська, чеська назви[1].
- Татарська мова — латинська назва половецької мови в «Codex Cumanicus»[1]
- Флавенська (Фолонська) мова — німецька назва[1].
- Хардешська мова — вірменська назва[1].

### Класифікація

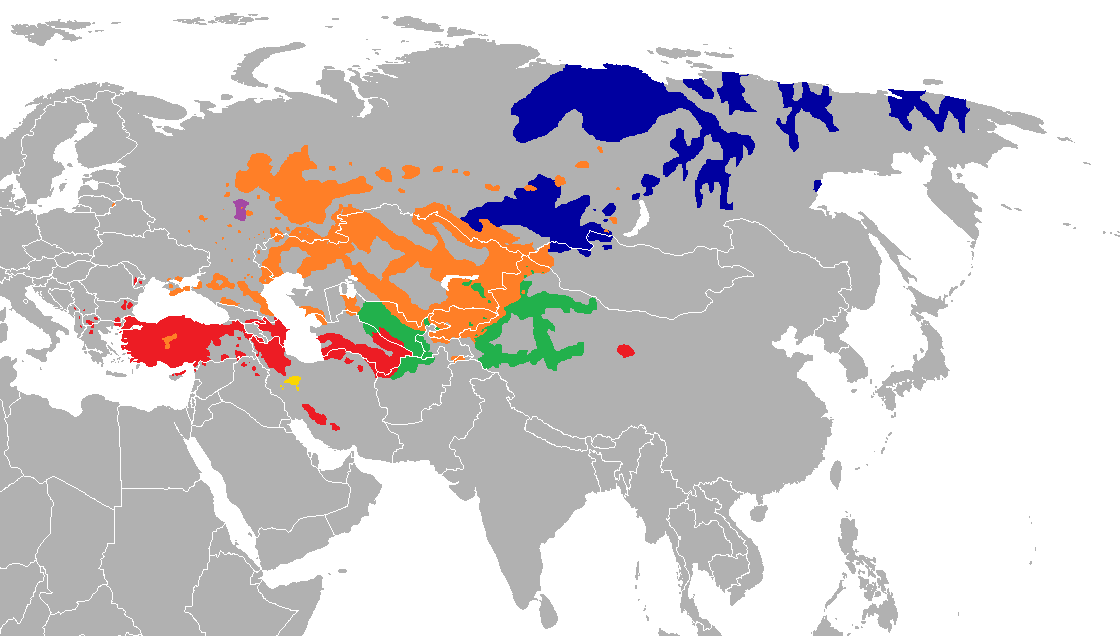
Тюркські мови:
Півнчінозахідна група (Кипчацькі мови)

Половецька мова належить до кипчацько-половецької підгрупи тюркських мов алтайської мовної сім'ї. Вона має огузькі елементи у фонетиці та морфології.
1. Алтайські мови
  1. Тюркські мови
    1. Власне тюркські мови
      1. Кипчацькі мови (Північнозахідні тюркські мови)
        1. Кипчацько-половецькі мови (Половецько-кипчацькі; Половецькі мови)
          1. Вірмено-кипчацька мова †
          2. Караїмська мова
          3. Карачаєво-балкарська мова
          4. Кримськотатарська мова
          5. Кримчацька мова
          6. Кумицька мова
          7. Мамлюцько-кипчацька мова †
          8. Половецька мова †
          9. Урумська мова

### Поширення

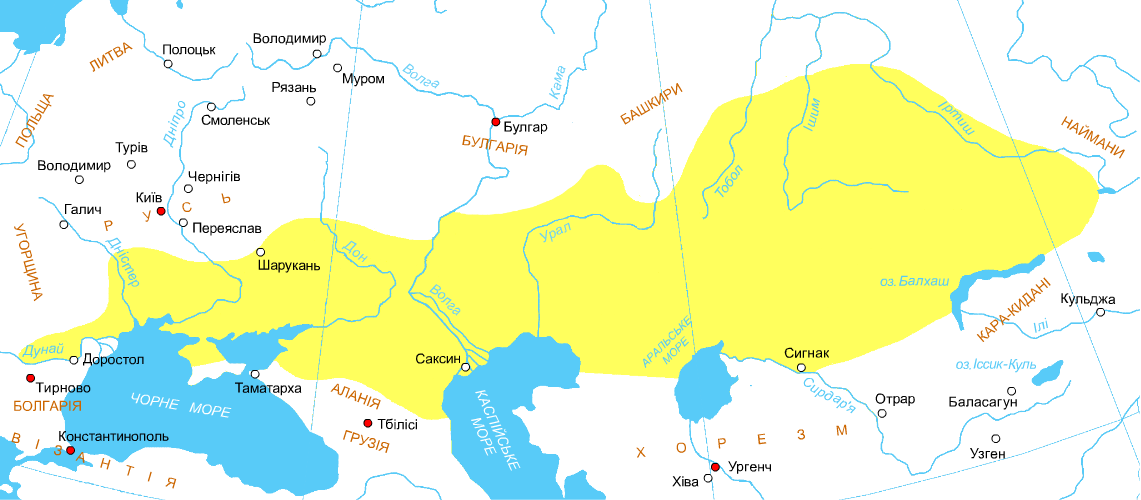
Половецьке поле.

Половецька мова була мовою тюрковомних кочівників половців, що панували у Євразійському степу в XI—XIV століттях (від Дунаю до Алтаю). Лінгва франка в Золотій Орді. Також була поширена в місцях компактного проживання половців — Північному Кавказі, Криму, Болгарії, Угорщини, Молдавії, Валахії, Мамлюкського Єгипту тощо.

## Лінгвогеографічні відомості

### Пам'ятки
Половецька мова засвідчена в письмових пам'ятках давньоруської, грецької, угорської, арабської і перської мов у вигляді лексичних запозичень, в словнику Махмуда Кашгарського «Дивану Луг'ат-іт-тюрк» (1072—1074), пам'ятками змішаної огузько-кипчацької мови Золотої Орди і Мамлюкського Єгипту та ін. Прямим середньовічним наступником куманської мови є вірмено-кипчацька мова, яка була зафіксована пам'ятками XVI—XVII ст. і яку іменували самі його носії як кипчацька, або частіше як татарська.
Половецька мова найповніше відображена у рукописній збірці XIII—XIV ст. «Alfabetum Persicum, Comanicum et Latinum Anonymi scriptum Anno 1303. Die 11 Julii», відомішій під назвою «Codex Cumanicus».

## Фонетика
У половецьків мові виділяють 8-9 голосних фонем :
a, e, i, ü, y, u, o, ö
і 23-24 приголосних фонем:
b, c (?), č, d, f, g, j, k, l, m, n, ŋ, p, q, r, s, š, t, w (v), х, γ, z, ž.
Половецька мова збергіла давнотюркську систему голосних і сингармонізм загальнотюрського типу, який міг часто порушуватися. Також мала місце гармонія приголосних. Голосні, в цілому, не зазнавали редукції; вони мали тверді й м'які варіанти.
Оскільки половецька мова зафіксована лише в письмових пам'ятках дослідити позиційні варіанти фонем неможливо.
| Піднесення | Ряд      | Ряд      | Ряд    | Ряд    |  |
| Піднесення | передній | передній | задній | задній |  |
| Піднесення | НО       | О        | НО     | О      |  |
| високе     | i        | ü [y]    | y [ɯ]  | u      |  |
| середнє    | e        | ö [œ]    | a      | o      |  |

|              |              | Губні | Зубні      | Заясенні | Велярні | Увулярні |
| ------------ | ------------ | ----- | ---------- | -------- | ------- | -------- |
| Носові       | Носові       | m     | n [n̪]      |          | ŋ       |          |
| Проривні     | глухі        | p     | t [t̪]      |          | k       | q        |
| Проривні     | дзвінкі      | b     | d [d̪]      |          | ɡ       |          |
| Фрикативні   | глухі        | f     | s [s̪]      | š [ʃ]    | х       |          |
| Фрикативні   | дзвінкі      | w [v] | z [z̪]      | ž [ʒ]    | γ [ɣ]   |          |
| Апроксиманти | Апроксиманти |       | l [ɫ̪]      | j        |         |          |
| Дрижачі      | Дрижачі      |       |            | r [r̠]    |         |          |
| Африкати     | Африкати     |       | (?) c [t̻͡s̪] | č [t͡ʃ]   |         |          |

### Наголос. Склади
Наголос у половецькій мові, ймовірно, був силовим, фіксованим. Зазвичай, він падав на останній склад слова:
- tanýq «знайомий»
- tolmáč «перекладач»
- boγdáj «пшениця»
- taγdán ~ tawdán «з гори»

Внаслідок додавання афіксів наголос зміщувався, намагаючись зайняти місце в кінці слова.
Основні типи складів (для питомо тюркських слів):
- V — a-ja «долоня»
- VC — at-taš «перекликання»
- VCC — art «зад», «спина»
- CV — bu-laq «ключ», «джерело»
- CVC — bor-la «виноградник»
- CVCC — tört «чотири»

## Морфологія
У половецькій мові корені слів односкладні. Дво- і трихскладні корені — вторинні, складаються з морфем. На початку слова і морфеми збіг приголосних не допускається. В анлауті рідко зустрічаються звуки g, γ, r, m, n, l, z. На кінці слова так само збіг приголосних не допускається, за винятком lt, rt.
Половецька має незначну кількість просодичних протиставлень іменників і дієслів. Наприклад:
- álma «не бери» — almá «яблуко».

Визначити типи чергування звуків на рівні класів фонем неможливо, позаяк половецька мова збереглася лише у письмових джерелах.

## Граматика
Половецька мова — мова аглютинативного типу з елементами аналітизму.

### Категорії
За категоріальними властивостями в половецькій мові найчіткіше виділялися іменники та дієслова. Інші частини мови були слабко диференційовані, тому те чи інше слово можна віднести до різних частин мови. Наприклад:
- joqsul «бідний» (прикметник), «бідняк» (іменник)
- jaman «поганий» (прикметник), «погано» (прислівник)

Деякі іменники в позиції означення виконують роль прикметників. Наприклад:
- altun ors «золоте ковадло» (де altun — «золото»)

Категорії роду і живих істот не були виражені морфологічно. Іменники, які відповідають на питання kim? («хто?») відносили до живих істот; решта, що відповідають на питання ne? («що?») — до неживих.
Однина не маркувалася морфологічно. Множина позначалася за допомогою афіксів -lar / -ler. Наприклад:
- byčqylar «пилки»
- bučγaqlar кути
- emgekler «муки», «тортури»

Також була присутня архаїчна двоїна. Наприклад:
- egiz «близнюки» (від eki — «два»)
- biz «ми»
- siz «ви»

### Відмінки
У половецькій мові було шість відмінків: (1) називний, (2) родовий, (3) давальний, (4) знахідний, (5) місцевий, (6) орудно-місцевий (висхідний); а також дві відміни іменників: (1) проста і (2) особово-присвійна. Це так звані кипчацький тип відмін і відмінювання. Відмінки позначалися відповідними закінченнями, які займали позицію після афіксів множини або належності.
|                 | Проста         | Особово-присвійна | Особово-присвійна | Особово-присвійна |
| --------------- | -------------- | ----------------- | ----------------- | ----------------- |
| Називний        | osta «майстер» | atym «мій кінь»   | atyŋ «твій кінь»  | aty «його кінь»   |
| Родовий         | ostanyŋ        | atymnyŋ           | atyŋnyŋ           | atynyŋ            |
| Давальний       | ostaγa         | atyma             | atyŋa             | atyna             |
| Знахідний       | ostany         | atymny            | atyŋy (atyŋny)    | atyny             |
| Місцевий        | ostada         | atymda            | atyŋda            | atynda            |
| Орудно-місцевий | ostadan        | atymdan           | atyŋdan           | atyndan           |

Граматична категорія належності вказувала на стосунки між власністю і власником. Вона виражалася морфологічно (афіксами приналежності), морфолого-синтаксично (афіксами належності й родовим відмінком слова, що позначало власника) і синтаксично (так само, без афікса належності). Наприклад:
- jalčym «мій поденник»
- etikiŋ «твій чобіт»
- jalčysu «його поденник»
- qalqanymyz «наші щити»
- epčiŋiz «ваші жінки»
- qalqanlary «їхні щити»
- menüm jazyxym «моя провина»
- seniŋ jemišiŋ «твій плід»

### Стани
У половецькій мові було п'ять дієслівних станів: (1) основний; (2) взаємно-спільний; (3) зворотний; (4) пасивний; (5) спонукальний.
- окремі огузькі форми (разом з регулярним універсальним дієслівним ім'ям на -гъан);
- зустрічається дієприкметник на -миш;
- зустрічається дієслівне ім'я на -дикъ.

## Іншомовні впливи

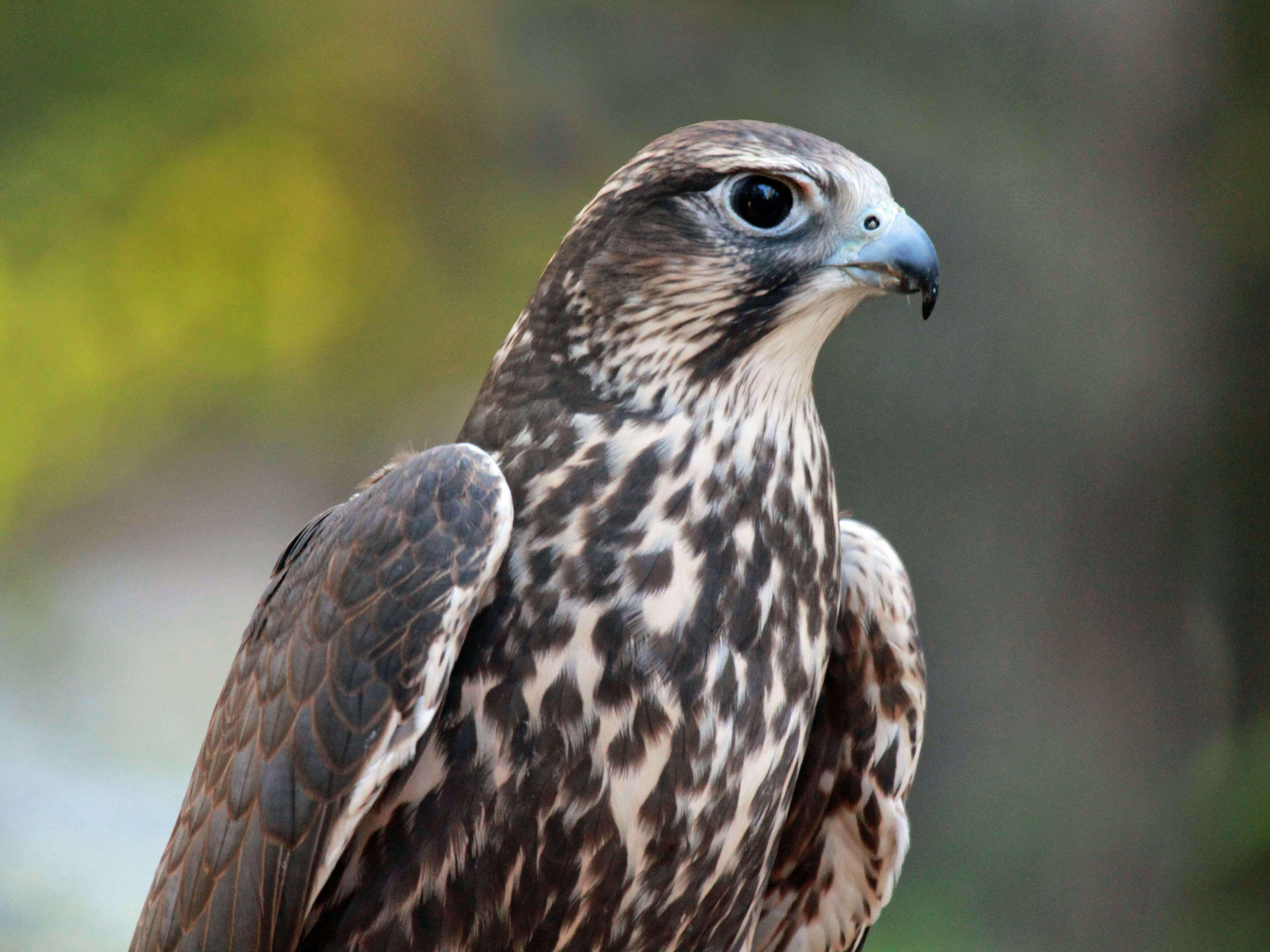
Балабан — половецький сокіл.

У половецькій мові були лексичні запозичення з арабської, перської, грецької, монгольської та руської мов. Наприклад:
- kaban «кабан» (від рус.: кабан)[4]
- limon «лимон» (від перс. ليمون, līmūn; «лимон»)[5]
- maydan «майдан» (від араб. ميدان, maydān через перс. میدان, meydan; «рівне місце»)[6]
- ulus «улус» (від монг. улс; «край»)[7]

Внаслідок обмеженості писемних пам'яток важко виявити обсяг цих запозичень.
Сама половецька мова справила великий вплив на лексику нетюркських мов — русинської (української), угорської, валаської (румунської), москвинскої (російської), болгарської тощо. Зокрема, в українській мові словами половецького походження, є:
- базар (baxar, «форум (площа)»)[8]
- балабан (balaban, «сокіл»)[9]
- балик (balik, «риба»)[9]
- беркут (burkit, «орел»)[10]
- ізюм (uzum, «виноград»)[7]
- казна (kazna, «скарбниця»)[4]
- козак (cosac, «варта», «чота»)[11]
- орда (orda, «зібрання», «двір»)[12]
- сарай (saray, «палац»)[13]

## Інше
На відміну від змішаної огузько-кипчацької мови Золотої Орди і Мамлюкського Єгипту, мова Кодексу характеризується повним переважанням народно-розмовної стихії. У цьому аспекті вражають чистотою тюркської мови блискучі переклади латинських молитов і гімнів.
Засвідчена в Кодексі тюркська титулатура, ономастика і загальновживана лексика в діалектному плані неоднорідна, що зв'язане, очевидно, із змішаним характером тюркських племінних об'єднань, що входили у кипчацький союз, і залишків тюркських об'єднань, що прийшли до Європи раніше (гуни, авари, булгари, хозари, печеніги).